# Michael Sommer (Gewerkschafter)

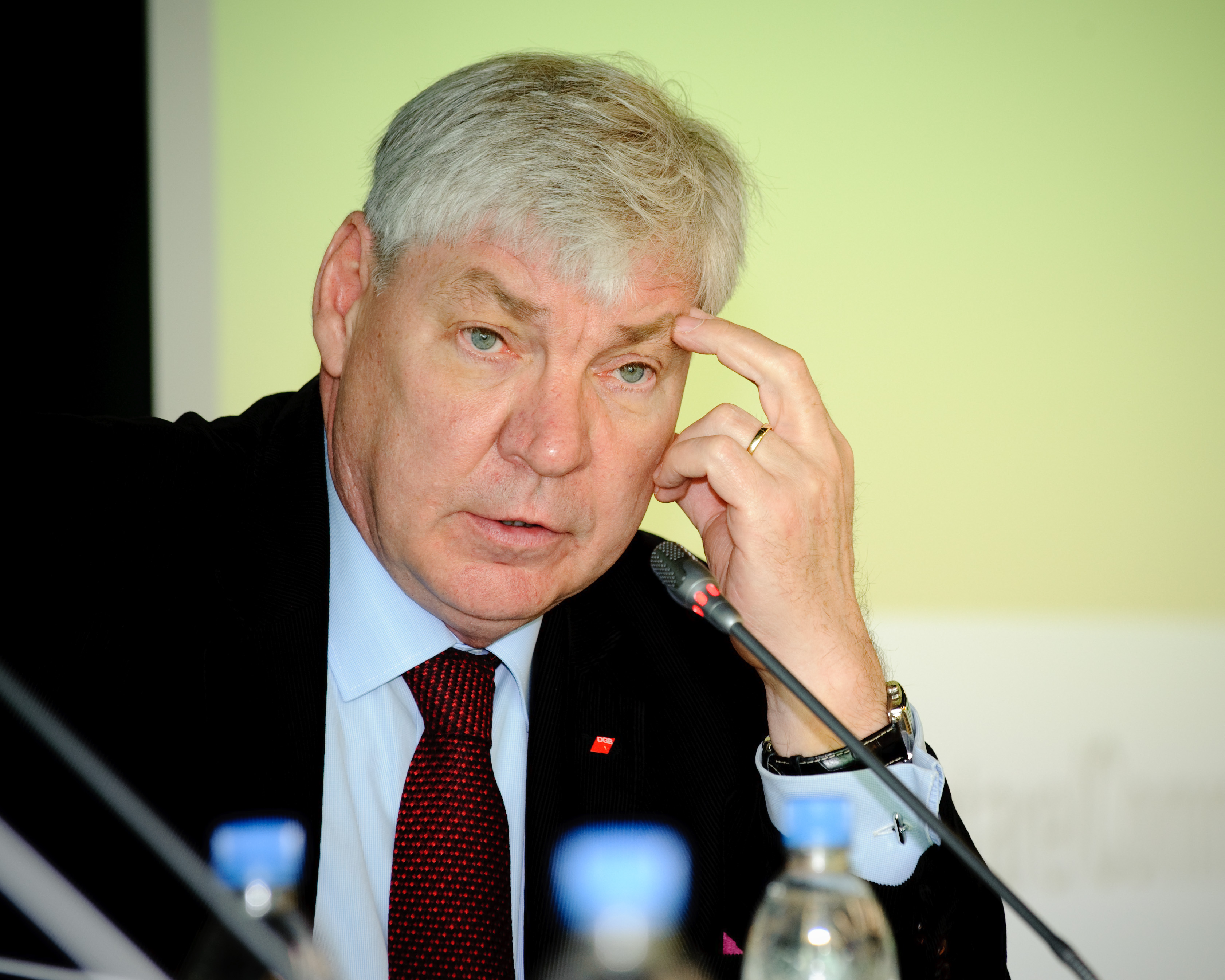
Michael Sommer (2010)

Michael Volker Sommer (* 17. Januar 1952 in Büderich; † 30. Juni 2025 in Berlin) war ein deutscher Gewerkschaftsfunktionär. Von 2002 bis 2014 war er Bundesvorsitzender des Deutschen Gewerkschaftsbundes (DGB).

## Leben
Sommer wurde in Büderich geboren. Seine 1986 verstorbene Mutter war Chefsekretärin und sein Vater Prokurist im Rheinmetall-Konzern. Er lebte als Kind in einem Waisenhaus und zog später mit seiner Mutter nach West-Berlin.
Michael Sommer studierte von 1971 bis 1980 Politikwissenschaft am Otto-Suhr-Institut der Freien Universität Berlin – von 1977 bis 1979 als Stipendiat der Hans-Böckler-Stiftung – und war in den 1970ern einige Jahre Mitglied der SEW-Hochschulgruppe. Seit 1981 war er Mitglied der SPD.
2013 wurde er zum stellvertretenden Vorsitzenden der Friedrich-Ebert-Stiftung gewählt. Er amtierte bis 2022.

## Privatleben
Sommer war mit der Journalistin Ulrike Sommer, ebenfalls SPD, verheiratet. 2013 spendete er seiner Frau, die an Nierenversagen litt, eine seiner Nieren.
Ende Juni 2025 starb Michael Sommer im Alter von 73 Jahren in Berlin.

## Gewerkschaftsfunktionen

### DPG und ver.di
Seit 1971 war er Mitglied der Deutschen Postgewerkschaft (DPG), die 2001 in der Gewerkschaft ver.di aufging. Von 1971 bis 1980 hatte er zunächst verschiedene ehrenamtliche Gewerkschaftsfunktionen inne. Nach dem Studienabschluss und seiner Diplomarbeit über Privatisierungsperspektiven im deutschen Postwesen (1979) arbeitete er hauptberuflich für die Postgewerkschaft: 1980 als Dozent im Bildungszentrum der DPG in Gladenbach. 1981 wurde Michael Sommer Sekretär des DPG-Bezirksvorstandes Bremen, 1982 Leiter der Abteilung Presse- und Öffentlichkeitsarbeit beim Hauptvorstand der DPG und – nach einem dreimonatigen Studienaufenthalt in den USA 1987 – von 1988 bis 1993 Hauptabteilungsleiter Zentrale Angelegenheiten bzw. Leiter der Abteilung Vorstands- und Grundsatzangelegenheiten beim Hauptvorstand der DPG. Seit 1993 war Sommer Mitglied des Geschäftsführenden Hauptvorstandes der DPG und seit 1997 Stellvertretender Vorsitzender der DPG.
Seit 2001 war er Stellvertretender Bundesvorsitzender der Vereinten Dienstleistungsgewerkschaft ver.di.

### DGB-Vorsitz
Am 28. Mai 2002 wurde er zum Vorsitzenden des Deutschen Gewerkschaftsbundes gewählt, am 10. Dezember 2004 zum ersten stellvertretenden Präsidenten des Internationalen Bundes Freier Gewerkschaften (IBFG) und Vorsitzenden des IBFG-Lenkungsausschusses, am 3. November 2006 zum stellvertretenden Präsidenten des neu gegründeten Internationalen Gewerkschaftsbundes (IGB). Am 25. Juni 2010 wurde er auf dem 2. IGB-Weltkongress zum Präsidenten des Internationalen Gewerkschaftsbundes gewählt.
Sommer forderte in seiner Funktion als DGB-Vorsitzender mehrfach Steuererhöhungen. Zuletzt sprach er sich für die Anhebung des Spitzensteuersatzes auf 49 Prozent, eine Reichensteuer von zusätzlich drei Prozent, die Wiedereinführung der Vermögensteuer und eine höhere Erbschaftsteuer aus. Er trat schon 2011 für einen allgemein verbindlichen Mindestlohn von 8,50 Euro pro Stunde ein.
Als Sommer 2013 mit Thomas de Maizière zum ersten Mal nach drei Jahrzehnten wieder einen Verteidigungsminister zum DGB einlud und die Zusammenarbeit zwischen Gewerkschaften und Bundeswehr betonte, kam aus den eigenen Reihen scharfe Kritik daran, zumal de Maizière im DGB-Haus unwidersprochen erklärt hatte, dass die Bundeswehr „Teil der Friedensbewegung“ sei.
Seine Amtszeit als DGB-Vorsitzender endete im Mai 2014, zu seinem Nachfolger wurde Reiner Hoffmann gewählt.

## Bundesversammlungen auf SPD-Vorschlag
Michael Sommer war am 23. Mai 2004 Mitglied der 12., am 23. Mai 2009 Mitglied der 13., am 30. Juni 2010 Mitglied der 14. und am 18. März 2012 Mitglied der 15. Bundesversammlung. Er wurde stets auf Vorschlag der SPD gewählt.

## Zitat
„Die Gewerkschaften sind das Stärkste, was die Schwachen haben“

## Auszeichnungen
- 2007: Großes Goldenes Ehrenzeichen mit dem Stern für Verdienste um die Republik Österreich[10]
- 2012: Verdienstkreuz 1. Klasse der Bundesrepublik Deutschland
- 2013: Arno-Lustiger-Preis